# ملیسا آتریج
ملیسا لو اتریج (به انگلیسی: Melissa Lou Ethridge) متولد ۲۹ می ۱۹۶۱، خواننده راک، سراینده و موسیقیدان آمریکایی و همچنین از فعالان حقوق همجنسگرایان است.